# Трубовигинач

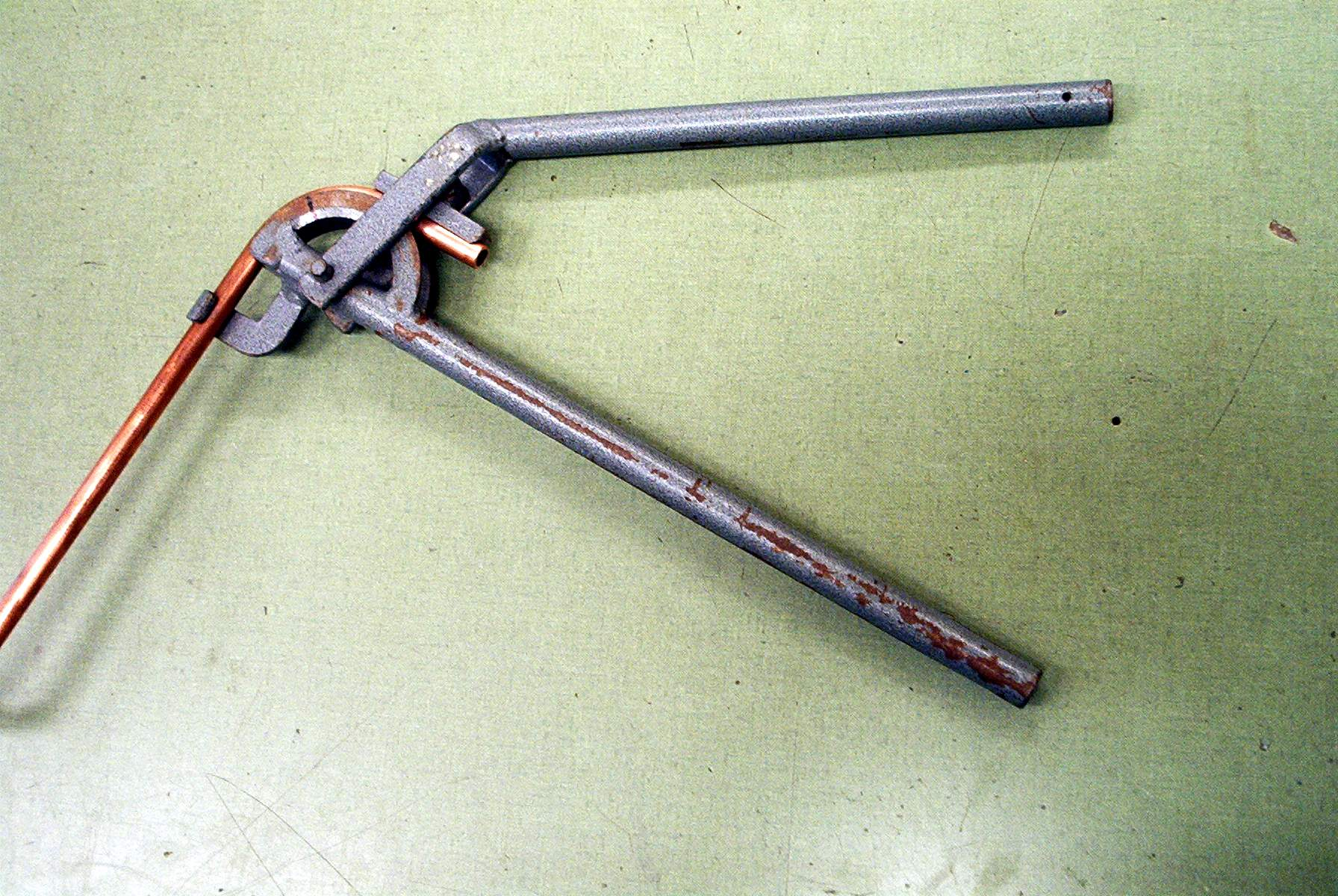
Ручний трубовигинач із гнуттям намотуванням

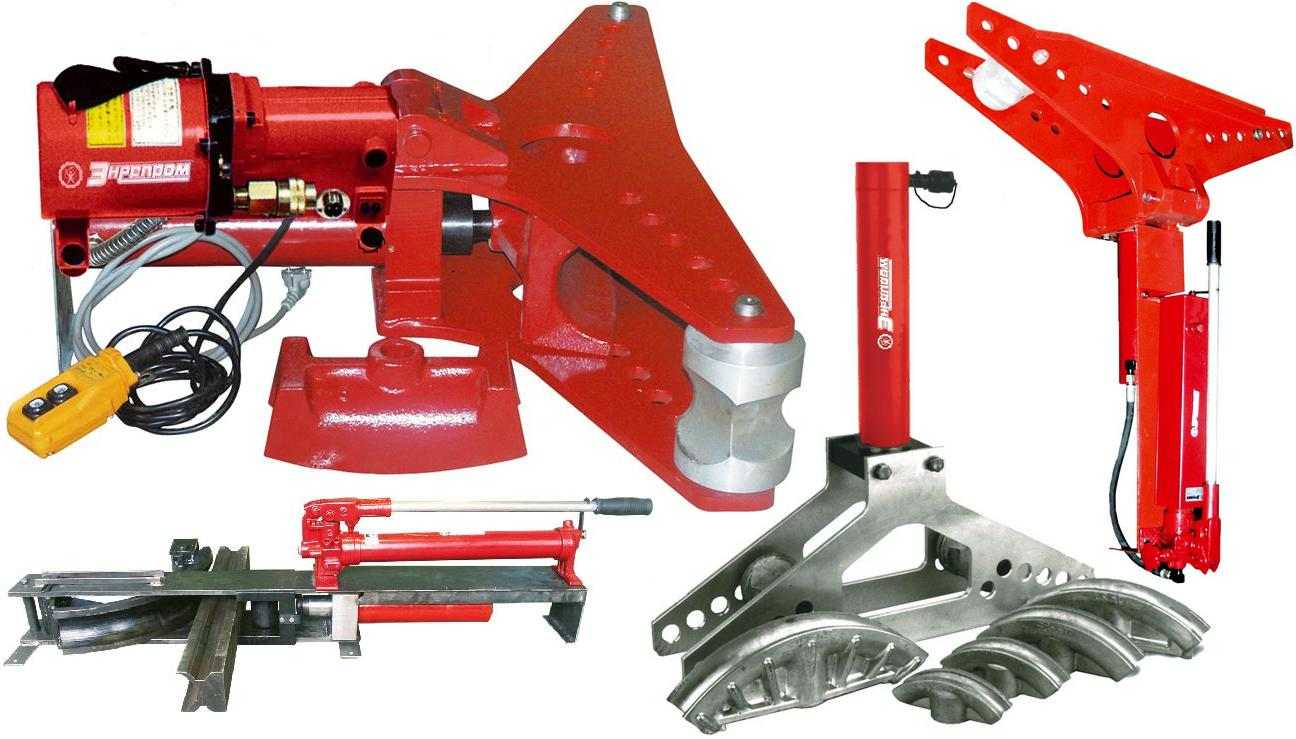
Гідравлічні трубовигиначі із згином на двох опорах (вгорі) та намотуванням (внизу)

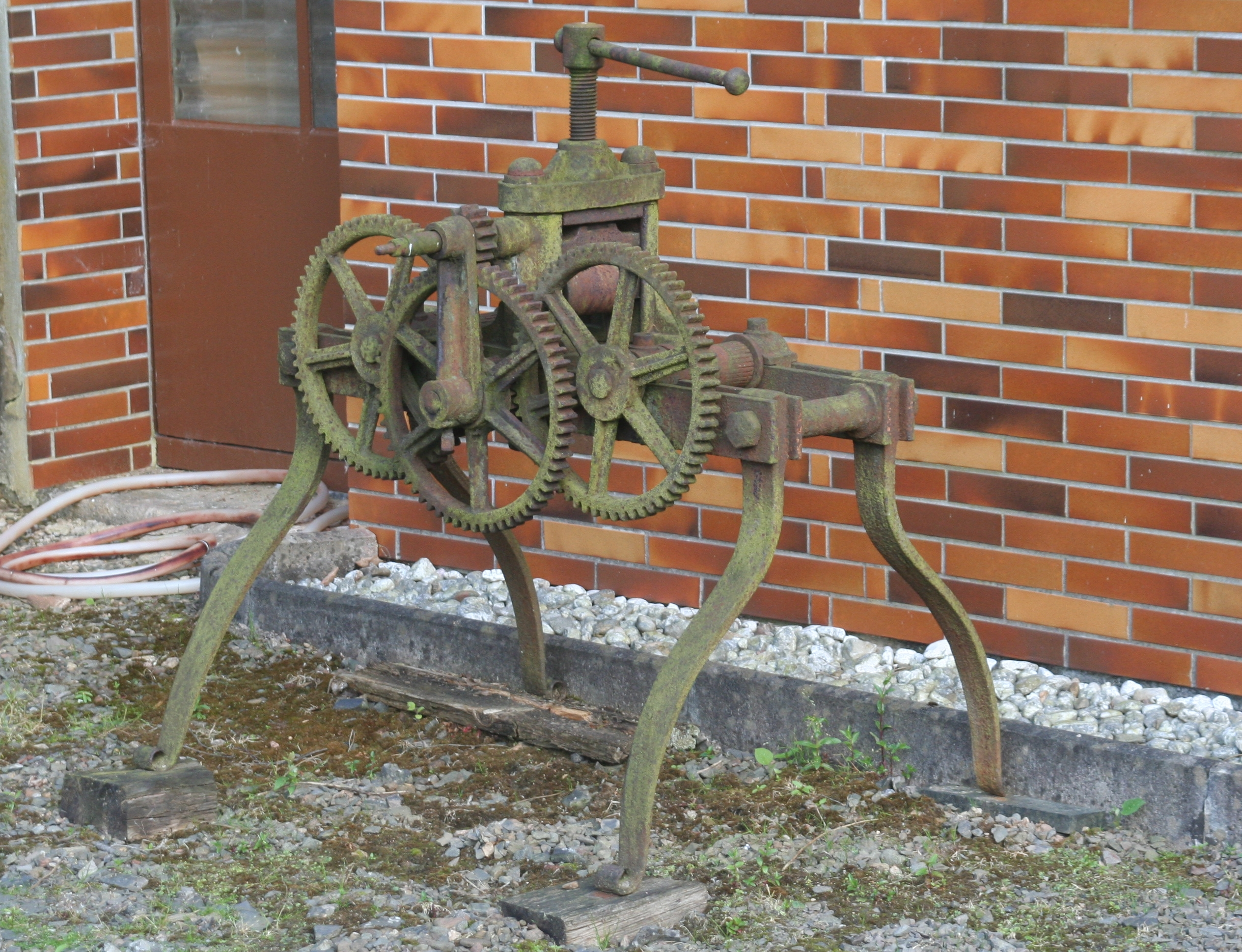
Трубовигинач вальцювального типу з ручним приводом для правки або гнуття труб по радіусу

Трубовигина́ч — стаціонарне або переносне устаткування (верстат або пристрій), що призначене для гнуття труб.
Трубовигинальний верстат — верстат для обробки труб гнуттям. Трубовигинальні верстати бувають для холодного гнуття та з індукційним нагрівом труби у процесі її гнуття.

## Область застосування
Трубовигиначі забезпечують:
- гнуття труб на кут до 180°;
- роботу з трубами з діаметром від 5 до 1220 міліметрів;
- роботу з металевими (алюмінієвими, мідними, сталевими) трубами та трубами з інших матеріалів (наприклад, ПВХ, поліетилен чи металопластик).

Трубовигинальне обладнання широко використовується при проведенні будівельних і ремонтних робіт. Прокладення газо- і водопроводів, виробництво огорож, каркасних конструкцій, тренажерів, меблів, транспортних засобів — основні галузі застосування трубовигинальних верстатів.

## Класифікація
Трубовигиначі поділяють за типом привода і способом гнуття.

## За типом привода
- Ручні — забезпечують обробку виробів невеликого діаметра: труби з кольорового металу, полімерів або нержавіючої сталі. Можуть бути спроектовані для виробів певного діаметра або відрізнятися універсальністю (допускається наявність додаткових сегментів для вигинання труб різних розмірів). Перевагою ручного трубовигинача є невелика маса (близько 50 кг), компактність, простота у застосуванні та обслуговуванні, зручність у транспортуванні, невелика вартість. Найчастіше використовується для прокладання водопровідних і газопровідних труб.
- Гідравлічні можуть мати стаціонарне і пересувне виконання і дозволяють виконувати вигини товстостінних труб. Потрібне зусилля досягається за допомогою поршня зі штоком, який приводиться в дію від гідравлічного насоса, що дозволяє гнути вироби з поперечним розміром до 4 дюймів, створюючи при цьому зусилля до 8000 кгс. При цьому гідравлічний трубовигинач забезпечує незмінність перетину в місці вигину, що є важливим при експлуатації сантехнічних трубопроводів.
- Електромеханічні, що призначені для використання на великих будівельних об'єктах. Є незамінним при прокладанні нафтопроводів, оскільки здатний згинати труби великих діаметрів з високою якістю і великою точністю. При цьому вони мають меншу мобільність, є енергозатратнішими і потребують підключення до джерела електроживлення.

## За способом гнуття
Використовуються наступні способи холодного гнуття труб:
- з обкочуванням
- намотуванням
- волочінням
- вальцюванням
- на двох опорах у тому числі з внутрішнім гідростатичним тиском
- розтягненням
- через фільєру, що має криволінійну вісь
- по копірах